# Divisiones administrativas de Ningxia
Ningxia, Región Autónoma de la República Popular China, está formada por las siguientes divisiones administrativas:
- 5 Divisiones de Nivel de Prefectura:
  - 5 Ciudades de Nivel de Prefectura
- 21 Divisiones de Nivel de Distrito:
  - 2 Ciudades de Nivel de Distrito
  - 11 Distritos
  - 8 Sectores
- 229 Divisiones de Nivel de Municipio:
  - 94 Pueblos
  - 93 Municipios
  - 42 Subsectores

Este cuadro muestra todas las Divisiones de Nivel de Prefectura y de Nivel de Distrito.
| Nivel de Prefectura                          | Nivel de Distrito     | Nivel de Distrito  | Nivel de Distrito | Nivel de Distrito |
| Nivel de Prefectura                          | Nombre                | Chino simplificado | Pinyin            |                   |
| -------------------------------------------- | --------------------- | ------------------ | ----------------- | ----------------- |
| Ciudad de Yinchuan 银川市 Yínchuān Shì       | Sector de Xingqing    | 兴庆区             | Xīngqìng Qū       |                   |
| Ciudad de Yinchuan 银川市 Yínchuān Shì       | Sector de Jinfeng     | 金凤区             | Jīnfèng Qū        |                   |
| Ciudad de Yinchuan 银川市 Yínchuān Shì       | Sector de Xixia       | 西夏区             | Xīxià Qū          |                   |
| Ciudad de Yinchuan 银川市 Yínchuān Shì       | Ciudad de Lingwu      | 灵武市             | Língwǔ Shì        |                   |
| Ciudad de Yinchuan 银川市 Yínchuān Shì       | Distrito de Yongning  | 永宁县             | Yǒngníng Xiàn     |                   |
| Ciudad de Yinchuan 银川市 Yínchuān Shì       | Distrito de Helan     | 贺兰县             | Hèlán Xiàn        |                   |
| Ciudad de Shizuishan 石嘴山市 Shízuǐshān Shì | Sector de Dawukou     | 大武口区           | Dàwǔkǒu Qū        |                   |
| Ciudad de Shizuishan 石嘴山市 Shízuǐshān Shì | Sector de Huinong     | 惠农区             | Hùinóng Qū        |                   |
| Ciudad de Shizuishan 石嘴山市 Shízuǐshān Shì | Distrito de Pingluo   | 平罗县             | Píngluó Xiàn      |                   |
| Ciudad de Wuzhong 吴忠市 Wúzhōng Shì         | Sector de Litong      | 利通区             | Lìtōng Qū         |                   |
| Ciudad de Wuzhong 吴忠市 Wúzhōng Shì         | Ciudad de Qingtongxia | 青铜峡市           | Qīngtóngxiá Shì   |                   |
| Ciudad de Wuzhong 吴忠市 Wúzhōng Shì         | Distrito de Yanchi    | 盐池县             | Yánchí Xiàn       |                   |
| Ciudad de Wuzhong 吴忠市 Wúzhōng Shì         | Distrito de Tongxin   | 同心县             | Tóngxīn Xiàn      |                   |
| Ciudad de Guyuan 固原市 Gùyuán Shì           | Sector de Yuanzhou    | 原州区             | Yuánzhōu Qū       |                   |
| Ciudad de Guyuan 固原市 Gùyuán Shì           | Distrito de Xiji      | 西吉县             | Xījí Xiàn         |                   |
| Ciudad de Guyuan 固原市 Gùyuán Shì           | Distrito de Longde    | 隆德县             | Lóngdé Xiàn       |                   |
| Ciudad de Guyuan 固原市 Gùyuán Shì           | Distrito de Jingyuan  | 泾源县             | Jīngyuán Xiàn     |                   |
| Ciudad de Guyuan 固原市 Gùyuán Shì           | Distrito de Pengyang  | 彭阳县             | Péngyáng Xiàn     |                   |
| Ciudad de Zhongwei 中卫市 Zhōngwèi Shì       | Sector de Shapotou    | 沙坡头区           | Shāpōtóu Qū       |                   |
| Ciudad de Zhongwei 中卫市 Zhōngwèi Shì       | Distrito de Zhongning | 中宁县             | Zhōngníng Xiàn    |                   |
| Ciudad de Zhongwei 中卫市 Zhōngwèi Shì       | Distrito de Haiyuan   | 海原县             | Hǎiyuán Xiàn      |                   |

- Datos: Q3100821